# Molophilus praelatus
Molophilus praelatus är en tvåvingeart som beskrevs av Alexander 1927. Molophilus praelatus ingår i släktet Molophilus och familjen småharkrankar. Inga underarter finns listade i Catalogue of Life.